# Jaroslav Korbela
Jaroslav Korbela (* 20. května 1957 České Budějovice) je bývalý československý hokejový útočník.

## Hráčská kariéra
Kromě povinné základní vojenské služby, kterou prožil v Dukle Trenčín, byl věrný českobudějovickému týmu, stejně jako jeho kolega Norbert Král. Největšího úspěchu tým dosáhl v sezóně 1980/1981, kdy obsadil v lize druhé místo, pouhé dva body za Vítkovicemi.
Díky otevření železné opony se vydal hrát hokej i do zahraničí, na konci 80. let začal u trenéra Jaroslava Jágra ve francouzském Gapu, kariéru zakončil v Rakousku ve druhé lize.
Jako reprezentant se zúčastnil dvou šampionátů, na MS 1981 ve Švédsku získal bronzovou a na MS 1982 ve Finsku stříbrnou medaili. Nechyběl ani na Zimních olympijských hrách 1984 v Sarajevu, kde se týmu herně dařilo a kde získal stříbrnou medaili. Byl také účastníkem Kanadského poháru v roce 1981, kdy se mužstvo dostalo do semifinále, a Kanadského poháru v roce 1984, který se nevydařil.
V reprezentačním dresu odehrál celkem 78 zápasů a vstřelil 10 gólů.

## Statistiky reprezentace
| Turnaj             | Místo konání                   | Z  | G | A | B | Umístění            | Soupisky          |
| ------------------ | ------------------------------ | -- | - | - | - | ------------------- | ----------------- |
| MS 1981            | Švédsko (Stockholm a Göteborg) | 6  | 1 | 1 | 2 | Bronzová medaile    | Soupiska MS 1981  |
| KP 1981            | Severní Amerika                | 6  | 0 | 1 | 1 | prohra v semifinále | Soupiska KP 1981  |
| MS 1982            | Finsko (Tampere a Helsinky)    | 10 | 4 | 2 | 6 | Stříbrná medaile    | Soupiska MS 1982  |
| ZOH 1984           | Jugoslávie (Sarajevo)          | 7  | 0 | 1 | 1 | Stříbrná medaile    | Soupiska ZOH 1984 |
| KP 1984            | Severní Amerika                | 4  | 0 | 0 | 0 | 5. místo v ZČ       | Soupiska KP 1984  |
| Celkem na MS (2x)  |                                | 16 | 5 | 3 | 8 |                     |                   |
| Celkem na ZOH (1x) |                                | 7  | 0 | 1 | 1 |                     |                   |

## Trenérská kariéra
Pár let trénoval českobudějovickou hokejovou mládež. Poté, co jeho syn Jaroslav přešel do jiné věkové kategorie, s touto prací skončil.